# Gábor Boldoczki

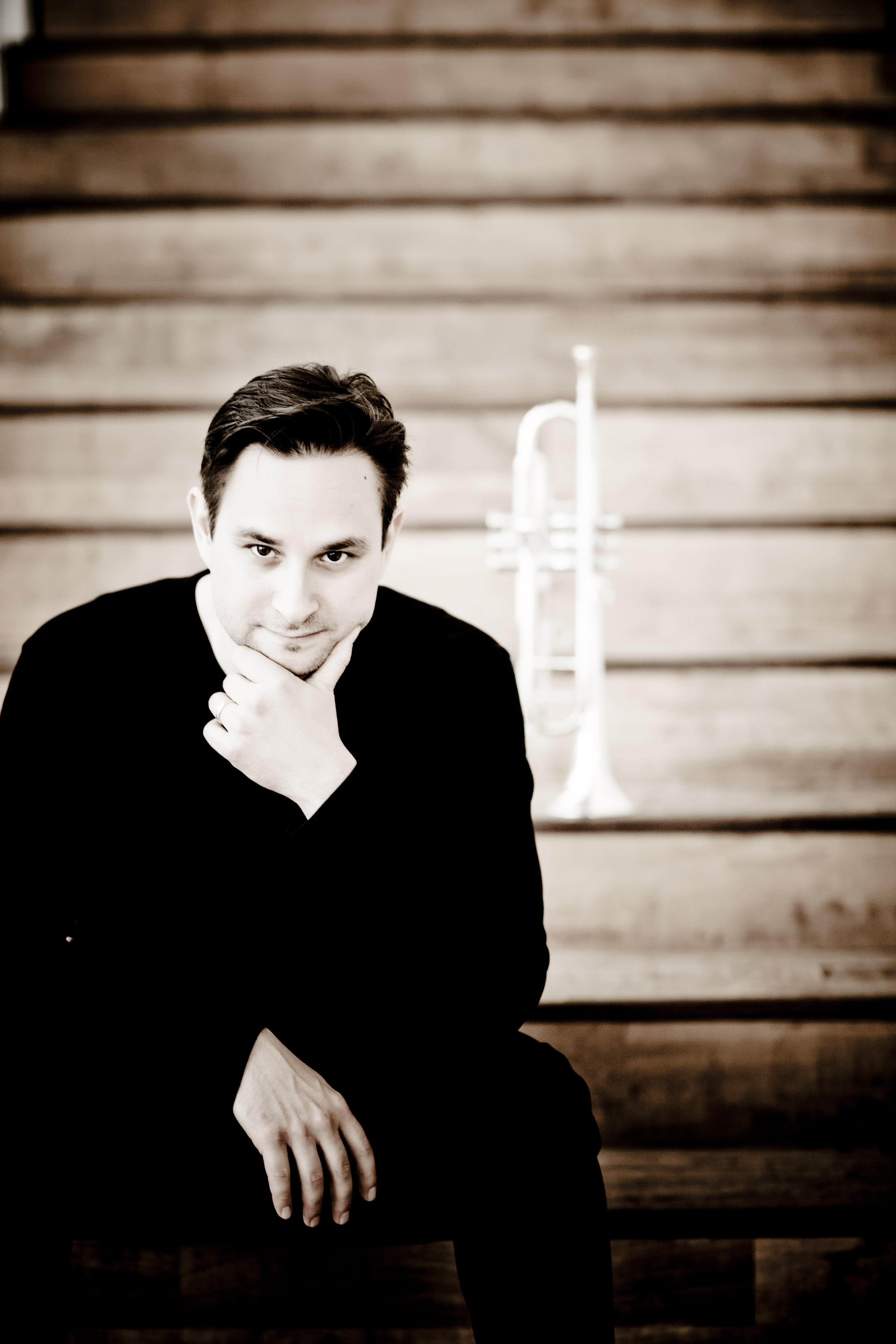
Gábor Boldoczki, 2010

Gábor Boldoczki [ˈɡaːbor ˈboldoʦki] (* 1976 in Szeged, Ungarn) ist ein ungarischer Trompeter, der sich in der Klassischen Musik einen Namen gemacht hat.

## Leben
Boldoczki wuchs in Kiskőrös auf und studierte dort an der Staatlichen Musikschule Trompete. In Budapest besuchte er die Leó Weiner Musikschule und die Franz-Liszt-Musikakademie. Anschließend vertiefte er sein Spiel in der Meisterklasse von Reinhold Friedrich an der Hochschule für Musik Karlsruhe. Er spielte 2004 als erster Solotrompeter bei den Salzburger Festspielen. Im Jahr 2010 erhielt er den „Doctor Liberalium Artium“ des Doktoralprogramms der Franz-Liszt-Musikakademie in Budapest und hat dort seitdem eine Professur für Trompete inne.
Als Solotrompeter konzertiert an den großen Konzerthäusern Europas mit einem Repertoire von barocker bis zeitgenössischer Musik. Konzerttourneen führten ihn nach Südamerika, China und Japan.
Boldoczki ist durch die Uraufführungen zeitgenössischer Kompositionen hervorgetreten. So trat er 2010 mit der Welturaufführung von Fazıl Says Werk für Trompete und Orchester und 2015 mit dem ersten Trompetenkonzert von Krzysztof Penderecki auf. Er spielte die Uraufführung von Boris Papandopulos Trompetenkonzert und zusammen mit Gidon Kremer Georgs Pelēcis’ „Revelation“.
Boldoczki verwendet B&S-Instrumente von JA Musik.
Boldoczki lebt in Budapest.

## Auszeichnungen
- 1991 Erster Preis des Nationalen Trompetenwettbewerbs Ungarn
- 1996 Erster Preis Concours de Genève
- 1997 Erster Preis des 3. Internationalen Maurice-André-Wettbewerbs[4]
- 1997 Dritter Preis des Internationalen Musikwettbewerbs der ARD[5]
- 1999 Prix Davidoff der Reemtsma-Stiftung
- 1999 Solistenpreisträger der Festspiele Mecklenburg-Vorpommern[6]
- 2003 ECHO Klassik
- 2008 ECHO Klassik

## Diskografie
- Glanz der Trompete (Bach, Vivaldi, Telemann, Beethoven, Mozart), 2002
- Gábor Boldoczki spielt Trompetenkonzerte (Mozart, Haydn, Hummel), 2004
- Italian Concertos (Vivaldi, Marcello, Cimarosa, Bellini, Donizetti), 2006
- Händel, Telemann (Händel/Telemann), 2007
- Gloria, Gabor Boldoczki mit Hedwig Bilgram und Làslò Fenyö (Bach, Purcell, Caccini, Albinoni, Händel, Stanley, Gounod), 2008
- Bach (Konzerte (bearb. für Trompete) von J.S.Bach und C.P.E. Bach), 2010
- Tromba Veneziana (Vivaldi), 2013
- Oriental Trumpet Concertos (Krzysztof Penderecki, Fazil Say, Alexander Arutjunjan, Aram I. Chatschaturjan), 2016
- Bohemian Rhapsody (Neruda, von Dittersdorf, Dvorak, Hummel, Vanhal), 2017